# عدسک‌آبیان
عدسک‌آبی (Lemnoideae) زیرتیره‌ای از قاشق‌واش‌سانانِ آبزی شناور ریسه‌مانند و کوچک هستند که گل‌های آنها ریز و یک‌پرچمی است.تیره کوچکی است که همه گیاهان آن آبزی هستند و بازندگی در آب کاملاً سازش یافته‌اند. گاهی این تیره را وابسته به تیره گل شیپوری و جزئی از آن ذکر کرده‌اند گیاهان این تیره که در سراسر جهان پراکنده‌اند و سطح آب‌های شیرین و راکد را می‌پوشانند.
این تیره در ایران دارای سه جنس Wolffia , Spirodela , Lemna است که همه آنها را بنام عدسک آبی می‌شناسند.
جنس Lemna در ایران دارای ۳ گونه بنام‌های Lemna trisulca , Lemna gibba , Lemna Minor است که همه آنها در آبهای شیرین و راکد نواحی شمالی، غربی و جنوبی و دیگر نقاط کشور پراکنده‌اند. از جنس Spirodela گونه منحصر به فرد این جنس در ایران
Spirodela polyrrhiza است که همراه لمناها در آبهای شمالی کشور دیده می‌شود. جنس Wolffia که گونه منحصر بفرد آن در ایران و جهان Wolffia arrhiza است.
کشت عدس آبی در باتلاق‌ها و دریاچه‌ها می‌تواند به‌طور عمده‌ای شرایط آلودگی آب‌ها را بهبود بخشد.
دیگر کاربرد عدس آبی که به تازگی توسط مهندسان ژنتیک کشف شده این است که انواع اصلاح شده این گیاه برای تولید گیاهان دارویی کاربرد دارد همچنین در مزارع پرورش ماهی این گیاه به عنوان یک منبع غذایی مهم استفاده می‌شود.

## ریخت‌شناسی
بخش رویشی گیاهان کوچک و به برگ‌هایی با محیط بیضوی تا خطی، با تقریباً دایره‌ای متقارن یا نامتقارن، تخت یا ورم‌کرده کاهش یافته، تبدیل شده برگ‌های حامل اندام‌های رویشی چندتایی (بعضی از آنها) چسبیده با یا بدون رگبرگ. در حالت جوان دارای ۱ یا ۲ چین کیسه مانند سبز رنگ یا گاهی در سطح شکمی دارای رنگدانه‌های قرمز یا قهوه‌ای.
ریشه یا منفرد یا مجتمع چندتایی در قاعده اغلب دارای غلاف، غلاف در حالت جوان متصل به کلاهکی انتهایی. گل‌آذین در شکاف برگ‌ها، اغلب چمچمه (اسپات) مانند. گل‌های منفرد. گل‌های نر ۱–۲ تایی بدون گلپوش گل‌های نر دارای یک پرچم، گل‌های ماده بالای نر، دارای تخمدان بدون پا یک، یک خانه ای، ۱–۴ تخمکی دارای خامه ای کوتاه میوه انبانی (کیسه مانند Utriclosus) دانه‌ها ۱–۴ عدد، صاف یا دارای رگه‌های برجسته، گیاه بسیار کوچک، شناور یا به‌ندرت در زمان گل‌دهی تقریباً غوطه‌ور یک‌پایه یا به‌ندرت دوپایه.